# Pércival Piggott
Pércival Antonio Piggott Cummings (Panamá, Panamá, 23 de noviembre de 1966) es un exfutbolista y entrenador panameño. Jugaba de delantero. Su último equipo fue el Tauro de la Primera División de Panamá.

## Selección nacional

### Participaciones en selección nacional
| Copa            | Categoría | Sede           | Resultado    | Partidos | Goles |
| --------------- | --------- | -------------- | ------------ | -------- | ----- |
| Copa Uncaf 1993 | Mayor     | Honduras       | Tercer lugar | 3        | 0     |
| Copa Oro 1993   | Mayor     | Estados Unidos | Primera fase | 3        | 1     |
| Copa Uncaf 1995 | Mayor     | El Salvador    | Primera fase | 2        | 0     |
| Copa Uncaf 1997 | Mayor     | Guatemala      | Primera fase | 2        | 0     |

### Goles internacionales
| Núm. | Fecha                 | Lugar                                                      | Rival          | Gol | Resultado | Competición   |
| ---- | --------------------- | ---------------------------------------------------------- | -------------- | --- | --------- | ------------- |
| 1    | 14 de julio de 1993   | Cotton Bowl, Texas, Estados Unidos                         | Estados Unidos | 0-1 | 2-1       | Copa Oro 1993 |
| 2    | 29 de febrero de 2000 | Estadio Jorge "Mágico" González, San Salvador, El Salvador | El Salvador    | 2-1 | 3-1       | Amistoso      |

## Clubes
| Club                      | País        | Año         |
| ------------------------- | ----------- | ----------- |
| C.D. Cojutepeque          | El Salvador | 1988 - 1992 |
| Tauro FC                  | Panamá      | 1992 - 1994 |
| Herediano                 | Costa Rica  | 1998 - 2001 |
| San Francisco Fútbol Club | Panamá      | 2000        |
| Luis Ángel Firpo          | El Salvador | 2001        |
| Municipal Liberia         | Costa Rica  | 2001 - 2006 |
| Tauro FC                  | Panamá      | 2007        |

### Como entrenador
| Club                    | País   | Año  |
| ----------------------- | ------ | ---- |
| Sporting San Miguelito. | Panamá | 2010 |

### Como asistente
| Club                   | País   | Año         | Asistente de      |
| ---------------------- | ------ | ----------- | ----------------- |
| Sporting San Miguelito | Panamá | 2021        | Eduardo Méndez    |
| CD Plaza Amador        | Panamá | 2021 - 2022 | Jorge Dely Valdés |